# 伍智恆
伍智恆（英語：Connie Ng，1978年3月9日—），香港人。其自稱19歲時因為吃減肥藥而導致患上了罕見的腸胃病，後來更因為醫生動錯手術，令到胃部不能正常蠕動，嚴重至須割掉胃部，後更因後遺症而導致腸道粘連而不能正常進食。自稱二十多年未有工作經驗的她，於近年當上YouTuber，與支持她的網民分享日常生活以及求醫經過等。

## 簡歷
1997年婚前，伍智恆已出現飲食失調的症狀，并先後因驚慌、失眠及抑鬱而尋求治療。
2000年，伍智恆與郭永淳結婚。婚后的2000年至2006年，伍智恆亦一直生病，其生病期間，郭永淳一直陪著她四處求醫及療養，并無建立個人事業。由於未有工作，兩人的生活用費均由雙方家人支撐。在其與郭永淳分開之前，由於當時替伍智恆開刀的醫生動錯了一個大手術，令她的胃部不能再正常蠕動，因此需要把整個胃部都割除，導致大部分的消化系統亦被移除。之後更因為後遺症，而導致其腸道粘連不能進食。 其生病期間，先後動過十多次手術。二十多年的生病，導致伍智恆從來沒有社會工作經驗。
2002年，伍智恆確診患上罕見的上腸繫動脈症候群。
2006年底，郭永淳對長期沒有工作并照顧伍智恆感到疲累，提出與伍智恆分居，并打算分居達兩年後向法庭申請離婚。但其為了不傷害伍智恆，卻承諾其分開是為了休息，休息夠了會與其重聚，此話令伍智恆認為其與郭永淳分開的兩年間不是分居，只是休息。但對於郭永淳而言，離開時已決定離婚的打算。
2007年，郭永淳透過男歌手側田，在側田所屬唱片公司金牌大風的聚會中認識了同一家公司的女歌手楊愛瑾，當時楊愛瑾接受訪問時表示與郭永淳是朋友關係，每次聚會均有很多人，不算熟絡，因此初時并不清楚對方對方的婚姻狀況，直至報章雜誌刊登其二人緋聞後，才知道郭永淳的婚姻狀態。
2008年年底，郭永淳以分居滿兩年為理由向法庭申請離婚。
2009年3月，法庭頒令郭永淳與伍智恆正式離婚。
2010年10月，家事法庭判郭永淳每月需付伍智恆贍養費1.4萬元，這是他當時的全份月薪扣除強積金後的全額。
2010年，郭永淳與楊愛瑾開始相戀。（郭永淳於2011年在法庭承認，楊愛瑾於2013年接受訪問時承認。）
2011年，伍智恆提出上訴，要求無限期押後分配財產的程序，其認為郭永淳家境富裕，以後定可以繼承十分豐厚的遺產，故伍智恆要求當郭永淳日後承繼遺產之後，才繼續展開申索。而郭永淳則向法庭呈交文件，其父親郭志權現已退休，沒有控股權及決策權，因此其不存在集繼承豐厚遺產一說。法官亦認同郭永淳的陳述，并表示郭永淳已於2010年開展新戀情，不排除日後再婚的可能，若無限期押後此事，會對郭永淳不公平，故拒絕伍智恆的申請。但考慮到郭永淳在2011年年初開始獲加薪至每月4萬元，故判決郭永淳自2011年起按月付2.1萬元贍養費給伍智恆直至其百年歸老。但伍智恆要求每月付4.2萬元，由於不滿金額，再次提出上诉。:25月31日在上訴期間，伍智恆在微博上公開稱楊愛瑾是第三者，并透露郭永淳不想願意支付贍養費。此微博一出即登上各大報紙頭條，引起各界及坊間關注。更有不少媒體指出，伍智恆是因為前夫而患上厭食症以及切除胃部，但伍智恆對此說法卻於多年後才於微博公開否認。6月11日，郭永淳發表聲明，稱與伍智恆的私事與楊愛瑾無關，希望外界不要多加揣測。12月2日，法庭改判郭永淳每月支付伍智恆贍養費42500元，另須一次過付給伍智恆150萬元。
2014年12月28日，郭永淳再次發表聲明，稱其和伍智恆結婚多年以來，一直盡心愛護她，直至2006年發覺不能維持該段關係，才決定離婚及分居，過程中絕不涉及第三者。他更希望外界不要過分打擾伍智恆，讓她安心休養，亦希望外界不要誤解楊愛瑾，希望該事情就此告一段落。
2015年4月，伍智恆對否認為了郭永淳而厭食感，並聲明沒有針對楊愛瑾，認為她為了愛情付出了很多，表示就算不是她，郭永淳也會選擇其他人。
2016年2月，伍智恆再次澄清，患病不是因為郭永淳及楊愛瑾，更從來沒有厭食症，只是因為腸道做了20個手術以上導致不能進食。4月30日，郭永淳與楊愛瑾舉行結婚派對。5月7日，伍智恆公開轉載楊愛瑾微博給予祝福，希望大家不要再說傷害他們的話。同時稱郭永淳每月給的贍養費只夠維持數天醫藥費，希望能得到其更多的資助。同年9月，伍智恆再次於微博表示獲得的贍養費太少，稱每月的費用只能維持不到10天。

## 個人生活
現在的伍智恆由任職醫生的父親照顧養病，大部份時間在家休息。近年伍智恆的新生活變得積極，更開始做YouTuber，與一眾網民分享時尚心得，亦吸引不少固定支持者觀看。同時，她亦開始出售個人物品希望幫補生活費，變得更加自強，出售的物品質量豐富，亦有不少人支持。